# 熊野準
熊野 準（くまの ひとし、1991年11月22日 - ）は、日本の男性プロレスラー。血液型B型。広島県広島市出身。2020年8月より目の治療のためにレスラー活動を休業し、2024年5月に復帰。以降は不定期で活動している。

## 来歴

### 学生時代
小学校時代にPlayStation 2の対戦型ゲームソフト『キングオブコロシアム』にはまってプロレスに興味を抱き、広島国際学院高等学校でレスリング部に入り55kg級で全国大会の常連となった。
総合学園ヒューマンアカデミー広島校スポーツカレッジスポーツトレーナー科を卒業。

### プロレスリング・ノア
2012年
4月15日、大阪府立体育館第2競技場大会の試合前に行われた入門テストで合格。
5月22日、ノアの合宿所へ入り新人トレーニングやセコンド業務を開始。
12月24日、ディファ有明大会「NOAHful Gift in Differ 2012 vol.2」の全試合終了後、メイン・イベントで勝利した森嶋猛にリング上へ呼び出され、2013年1月にプレ・デビュー戦を行うことが発表された。熊野もマイクで挨拶し、最後は森嶋の決め台詞である「やる気、元気、モリシー」「ドント・ストップだ、この野郎」を一緒に叫び、大会を締めた。
2013年
1月6日、後楽園ホール大会で行われた9選手参加バトルロイヤルでプレ・デビュー戦を行う。以降、9大会で行われたバトルロイヤル全てに参加。
2月9日、後楽園ホール大会の小峠篤司戦でプロ・デビューを果たした。試合は、小峠の逆エビ固めで熊野がギブアップ負けを喫した。ノアにおいて日本人選手のプロデビューは2005年12月24日の谷口周平以来、7年2か月ぶりとなった。
5月11日、日本武道館にて行われた小橋建太引退記念試合『FINAL BURNING in Budokan』の第一試合に出場し、渕正信と対戦。基本的に全日本プロレスの興行のみ出場している渕が、小橋からの直接のオファーを快諾し出場するという貴重な試合の対戦相手に選ばれている。
7月14日、後楽園ホール大会で開幕した第7回日テレG+杯争奪ジュニア・ヘビー級タッグリーグ戦に、原田大輔と"ノアフレッシュコンビ"を組んで出場するが全敗に終わった。
9月16日、博多スターレーン大会で原田大輔と組み、獣神サンダー・ライガー&タイガーマスクの持つGHCジュニアヘビー級タッグ王座に挑戦するが敗れた。
2014年
8月15日、栃木県総合文化センター・サブホール大会で小川良成戦に敗れ、シングルマッチでは100連敗となった。
8月30日、韓国・ゴヤン市伝統マーケットで行われたジョ・ギョンホ戦で反則勝ち。
2015年
5月10日、横浜文化体育館大会で平柳玄藩とタッグを組み、平柳のカウンターの昇龍玄藩からジャック・ギャンブルにジャックナイフ式エビ固めを決めてデビュー初のピンフォール勝ち。
6月7日、新木場1stRING大会でデビュー2戦目の友寄志郎からシングル初勝利をあげている。
2016年
5月4日、後楽園ホール大会の6人タッグマッチで大先輩でもある小川からクマ固めで勝利を挙げた。その勢いでGHCジュニアヘビー級王者である金丸義信に挑戦を表明するも、一蹴された。
5月20日、後楽園ホール大会のメインで潮崎豪とタッグを組み、杉浦貴&金丸義信組と対戦し金丸から新技であるフラッシュパッケージで3カウントを奪った。熊野も試合後に改めて挑戦表明を行い、同年28日の大阪大会で金丸の持つGHCジュニアヘビー級王座への挑戦が決定。
5月28日、エディオンアリーナ大阪大会で金丸の保持するGHCジュニアヘビー級王座に挑戦するも、熊野の完敗だった。
2017年
3月、大原はじめと「背面砕者達（バックブリーカーズ）」を結成。パワーファイターを宣言し、体重を大幅に増やした。
8月26日、後楽園ホール大会で大原はじめ&井上雅央と組み齋藤彰俊&小川良成&諸橋晴也組と対戦し、アルゼンチン・バックブリーカーで諸橋を仕留めると、試合後は原田に宣戦布告をした。
2018年
2月10日、京都KBSホール大会で前年12月に海外武者修行から帰国した清宮とシングルで対戦したが、敗れた。
12月16日、横浜文化体育館大会で背面砕者達が、Hi69&田中稔組の持つGHCジュニアヘビー級タッグ王座に挑戦し、熊野がHi69からアルゼンチン・バックブリーカーでタップを奪い、自身初となるタイトルを奪取。
2019年
4月21日、新潟・万代島多目的広場大会で原田の保持するIPWジュニアヘビー級王座に挑戦したが、敗れた。
2020年
1月10日、横浜ラジアントホール大会で開幕したGLOBAL Jr. LEAGUE2020から、コスチュームを赤から青に一新。
3月9日、持病である左目に神経麻痺が悪化し、治療に専念するため3月末日をもってレスラー活動を無期限休業に入ることを発表した。
4月19日、後楽園ホール大会で杉浦との休業前最後の試合が予定されていたが、新型コロナウイルスの影響で延期となった。
7月19日、後楽園ホール大会で延期になっていた熊野の休業前最後の試合が行われ、杉浦とのタッグで丸藤正道&岡田欣也と対戦したが丸藤の新技「真・虎王」で熊野が敗れた。NOAHと選手契約を終了し休業に入り、復帰の際には再契約することを希望している。
2024年
目の手術を行う。
5月4日、両国国技館にて開催された『WRESTLE MAGIG』の第一試合にシークレットメンバーとしてサプライズ出場し、2020年7月以来の試合を行う。まだ体調が万全でないため不定期参戦となる。

## 得意技
- アルゼンチン・バックブリーカー
- 変型アルゼンチンバックブリーカー
- SH

変形逆袈裟固め
- MN

変形スパインバスター
- フラッシュパッケージ（旧名・クマ固め）

巻き込み式回転片エビ固め

## タイトル歴
プロレスリング・ノア
- GHCジュニアヘビー級タッグ王座（第35代 w/ 大原はじめ）

## 入場曲
- This is Letting Go（Rise Against）
- EVER ONWARD～限りなき前進～（田辺弘明）

## エピソード
- 憧れの選手は杉浦貴[14]。
- 入場時に巨大なしゃもじを担ぎ入場する。
- 2019年3月25日に一般女性と入籍したことを自身のツイッターで発表[16]。新潟県へ移住し、居を構えた[17]。
- 3匹のフレンチ・ブルドッグを飼っている[18]。
- アレルギーの為、牛乳と卵が食べられない[19]。

## 出演

### テレビドラマ
- 若者たち2014 第5話・第6話（2014年8月6日・8月20日、フジテレビ） - 熊野準 役[20][21]

### オリジナルビデオ
- 仮面ライダージオウ NEXT TIME ゲイツ、マジェスティ（2020年） - 柔道界の魔王 役[22]

### ラジオ
- 格闘ラジオ ゴングで飛び出せ！（2014年10月18日・2015年11月14日、COAST-FM）
- バリシャキNOW（2015年9月28日、RCCラジオ）
- おひるーな（2018年11月12日、RCCラジオ）
- 佐々木リョウのバリAジャンラジオ（2019年1月20日、RCCラジオ）
- 川上真樹のMackie's Cafe（2019年5月25日、ラヂオは～と）
- Begin the Be☆金（2019年7月12日、FM PORT）